# Голяма чистка
Голямата чистка (на руски: Большая чистка), или Голям терор (Большой террор), е кампания от политически репресии и гонения в Съветския съюз, дирижирани от Йосиф Сталин в края на 1930-те години с цел да укрепи и централизира властта и да премахне всяка възможна вътрешна съпротива.
Някои автори наричат тези репресии Съветски холокост. В съветската и руската историография периодът на най-интензивните чистки е наричан също Ежовщина по името на Николай Ежов, ръководител на Народния комисариат на вътрешните работи (НКВД).
Въпреки че заради публичността на процесите към тях и Хрушчовската Десталинизация става най-известен Държавният тероризъм, насочен към политически и военни ръководители, най-смъртоносната операция на НКВД през периода е кулашката, при която са репресирани 767 хиляди души, а са разстреляни 387 хиляди. Жертви на чистките са и генерали от Червената армия и адмирали от Червения флот, хора на изкуството, писатели, учени, наред с граждани, заподозрени в поставяне под съмнение управлението на Компартията и Сталин.
„Признанията“ са изтръгвани с изтезания, наказанията включват най-често екзекуции за главните обвиняеми, близките и роднините им са пращани в лагерите за принудителен труд на ГУЛАГ, хора от етнически малцинства са подлагани на депортиране. Репресиите са насочени както към висши дейци на управляващата Всесъюзна комунистическа партия (болшевики), така и към нечленове на партията като кулаци (заможни селяни) и обикновени хора. Срещу тях се организират гонения, свързани с милицейско наблюдение, преследване и пр. През 1937 – 1938 г. са арестувани до около 1,5 милиона души, от които около половината са екзекутирани. Измежду тях са и ръководителите на комисариата Генрих Ягода и Николай Ежов.

## Предпоставки
Според В. Н. Хаустов масовите репресии от 1937 – 1938 г. се основават на решенията на Политбюро на Централния комитет на Всесъюзната комунистическа партия (болшевики), ЦК на ВКП (б) на 9 юли 1928 г. които са приети в съответствие с тезата на Сталин за напредване към социализма „чрез укрепване органите на диктатурата на пролетариата посредством развиване на класова борба, чрез премахване на класите, чрез премахване на остатъците от капиталистическите класи, в битки с врагове, както вътрешни, така и външни“. За първи път решенията са изразени от него на пленума на Централния комитет на ВКП (б) на 9 юли 1928 г.
Според историка О. В. Хлевнюк по-убедителни са онези експерти, които свързват терора от 1937 – 1938 г. с възникващата заплаха от война. Съдържанието на заповедите, регулиращи масовите операции, демонстрира желанието на сталинисткото ръководство да премахне „петата колона“, която вече се е показала по време на Гражданската война в Испания през 1936 г. Именно с подготовката за война самите служители на НКВД обясняват масовите операции в тяхната среда. Един от ръководителите на регионалните дирекции на НКВД обясни на подчинените си причините за избухването на терора: „СССР воюва с Япония, войната с Германия скоро ще започне <...> Правителството възлага надеждите си относно НКВД в смисъл на изчистване на страната от чужди елементи... Следователно е необходимо да се разстрелят до 5 милиона души“. Хлевнюк твърди, че конспирациите и „петата колона“ са съществували именно в идеите на Сталин и неговите съмишленици, но не и в действителност, което не е документирано.
Историкът Ю. Н. Жуков излага хипотеза за връзката на Големия терор с приемането на Конституцията на СССР през 1936 г. и изборите за Върховен съвет на СССР през декември 1937 г. Според него Сталин е възнамерявал да проведе първите избори за Върховен съвет на СССР като алтернативни, конкурентни, искал е „изобщо да отстрани партията от властта“, но за това са му попречили ръководителите на регионални партийни органи (имащи партийни заслуги, но слабо образовани), които се страхували да не загубят постовете си по време на тези избори и поради това инициирали Големия терор, плашейки висшето ръководство с истории за непобедени врагове в поверените им територии. Ставайки агенти на репресиите, по-късно те сами стават техни жертви.

## Развитие
Периодът на репресии включва няколко масови операции, като решенията как точно да бъдат организирани е вземало Политбюро, ръководено от Сталин. Най-голямата от операциите е тази, стартирала със заповед на НКВД № 00447 от юли 1937 г., като терорът се пренася и върху широките маси на населението.:с. 161 – 2 Със заповедта „против антисъветските елементи“ се въвеждат извънсъдебни „тройки“ от НКВД, които получават правото да издадат присъда и да я изпълнят по най-опростения начин. Според плана за операцията за всяка област и република е предвиден „лимит“ за разстрели и изпращане в лагер. Заповедта предвижда местните ръководители да имат право да искат допълнителни лимити от Москва и затова изпълнителите в провинцията, покрили първоначалните норми, изпращат предложения в Москва за увеличаване на лимита, които почти винаги са одобрявани. Репресирани са водещите активни антисъветски (подривни) (престъпни) дейности: бивши кулаци; членове на бунтовнически, фашистки, терористични и бандитски формации; членове на антисъветски партии (есери, грузмеки, мусаватисти, итихадисти и дашнаки), бивши белогвардейции, чиновници, наказващи; престъпници, занимаващи се с престъпна дейност и свързани с престъпната среда. Също така са обект на арести или екзекуции хора, които са били в затвори, лагери, трудови селища и колонии, като продължават да водят активна антисъветска подривна работа.
Паралелно с операцията „против антисъветските елементи“ се провеждат т.нар. „национални операции“, които се стоварват върху поляци, германци, румънци, латвийци, естонци, финландци, гърци, афганистанци, иранци, китайци, българи и македонци в СССР. Специална операция е проведена и срещу бившите работници на Китайско-източната железница, завърнали се в СССР, след като тя е продадена на Япония през 1935 г.:с. 162
За да определи списъка на „враговете“ всяко поделение на НКВД използва своите картотеки на „антисъветски елементи“, съставяни в продължение на години. След ареста провеждат слествие, чиято главна цел е да се разкрият „контрареволюционните връзки“ на арестувания и „контрареволюционните организации“, като за изпълнение на последното изискване често „показания“ се получават с изтезания, невероятно жестоки и често завършващи със смърт. Получените „показания“ са повод за нови арести, като арестуваните споменават нови имена, изтръгнати с изтезания и т.н. Това не продължава безкрай само защото Сталин упражнява пълен контрол и здраво държи в ръцете си органите на държавна сигурност и партийния апарат. Всички присъди за разстрел или изпращане в лагер се утвърждават в Москва.:с. 162 – 3
Първоначалните намерения са масовите операции да продължат до края на 1937 г., но постепенно срокът е удължен до ноември 1938 г. Според Хлевнюк, консултирал архивни документи, включително личния архив на Сталин и архива на Политбюро, именно Сталин е инициатор на всички важни решения за масовите операции. Той внимателно е контролирал процеса на репресии. В периода януари 1937 – август 1938 г. Ежов изпраща до Сталин всеки ден по 25 документа, често обемни и общо 15 хиляди секретни съобщения с доклади за арестите и репресивните операции, с молби за санкциониране на нови акции и с протоколи от разпитите.:с. 163
Ежов организира процесите срещу бившите опозиционери и всекидневно ръководи масовите операции. За да угоди на Сталин, настоява подчинените му да преизпълняват лимитите за арести и разстрели и изобретява нови „заговори“. В периода на репресиите е организирана интензивна кампания за възхваляване на НКВД и лично на Ежов. Той получава всевъзможни награди и звания, заема няколко отговори партийни и държавни постове. Кръщават на негово име градове, кораби, предприятия..:с. 164
Терорът завършва през септември-ноември 1938 г. отново по решение на Сталин с мащабни арести в НКВД, милиция и др. на поддръжниците на Н. И. Ежов и смяната му като началник на НКВД с Лаврентий Берия. С постановление на Съвета на народните комисари на СССР и Централния комитет на Всесъюзната комунистическа партия (болшевики) от 17 ноември 1938 г., се забранява на НКВД и прокуратурата да извършват масови арести и операции по изселване, премахват се съдебните „тройки“, създадени със специални заповеди на НКВД на СССР и др.
През 1939 г. Н. И.Ежов е арестуван по обвинение в сътрудничество с чуждестранните разузнавателни служби и терористична дейност, а на 3 февруари 1940 г. е осъден и разстрелян на следващия ден.

## Жертви
През този период са разстреляни 681 692 души, включително разстреляните както по политически причини, така и заради други престъпления. Общо 1 372 382 души са арестувани по политически причини и 202 877 души за други престъпления. Според историка Земски 681 692 души са разстреляни по политически причини, които съставляват 85 % от общия брой на разстреляните за контрареволюционни и други особено опасни държавни престъпления за целия условен „сталински период“ (799 455 души от 1921 до 1953 г.).
Лично Сталин и Политбюро на Централния комитет на Всесъюзната комунистическа партия (болшевики) са одобрили 43 768 души за осъждане въз основа на така наречените „сталински списъци за разстрел“, като преобладаващото мнозинство от тях са членове на административни структури, включително НКВД и Червената армия. Почти всички от тях са разстреляни. През този период са убити 78 % от членовете на Централния комитет на ВКП (б). Органите на НКВД са подложени на най-тежко прочистване.